# Tomoyoshi Tsurumi
Tomoyoshi Tsurumi (japanisch 鶴見 智美 Tsurumi Tomoyoshi; * 12. Oktober 1979 in der Präfektur Yamanashi) ist ein ehemaliger japanischer Fußballspieler.

## Karriere
Tsurumi erlernte das Fußballspielen in der Schulmannschaft der Nirasaki High School und der Universitätsmannschaft der Universität Tsukuba. Seinen ersten Vertrag unterschrieb er 2002 bei den Ventforet Kofu. Der Verein spielte in der zweithöchsten Liga des Landes, der J2 League. Für den Verein absolvierte er 41 Ligaspiele. 2003 wechselte er zum Erstligisten Shimizu S-Pulse. Für den Verein absolvierte er 45 Erstligaspiele. Im April 2005 wechselte er zum Ligakonkurrenten Cerezo Osaka. Für den Verein absolvierte er vier Erstligaspiele. 2006 wechselte er zum Ligakonkurrenten Ventforet Kofu. Am Ende der Saison 2007 stieg der Verein in die J2 League ab. Für den Verein absolvierte er 16 Erstligaspiele. Ende 2008 beendete er seine Karriere als Fußballspieler.

## Erfolge
Shimizu S-Pulse
- Kaiserpokal

Finalist: 2005